# Supermarine Seagull (1921)
Il Supermarine Seagull (gabbiano in lingua inglese) era un aereo anfibio sviluppato dall'azienda aeronautica britannica Supermarine Aviation Works all'inizio degli anni venti.
Sviluppo del precedente modello Supermarine Seal, era destinato alla componente aerea della Royal Navy, la marina militare britannica, ed utilizzato in missioni di ricognizione aerea.

## Storia del progetto
Nel 1922 l'Air Ministry, il ministero che nel regno Unito gestiva l'intera aviazione britannica, valutò per l'impiego militare il biplano anfibio Supermarine Seal (presentato alla competizione dell'anno precedente organizzata dal medesimo ente presso la scuola di volo di Martlesham, cittadina del Suffolk).
L'obiettivo dell'Air Ministry era quello di trovare un velivolo anfibio da destinare a compiti di osservazione in favore della Royal Navy: all'epoca, ancora in assenza dei radar, era infatti demandata agli aerei la scoperta dei bersagli e l'osservazione dei tiri dell'artiglieria delle unità della flotta.
Lo sviluppo rispetto al modello precedente, avvenne tramite la modifica dell'unico esemplare di Seal Mk.II costruito; le modifiche riguardarono il motore (venne impiegata la versione II del motore 12 cilindri a W Napier Lion, capace di una potenza di 480 hp), gli alettoni ed ai galleggianti alle estremità alari.
Così modificato il Seal Mk.II venne ribattezzato Seagull Mk.I ed effettuò le diverse prove valutative, ottenendo l'approvazione delle autorità; venne così l'ordine per 26 esemplari, dotati di motore Napier Lion IIB (da 492 hp) denominati Seagull Mk.II di cui uno da parte delle autorità aeronautiche giapponesi.
Lo sviluppo successivo (Mk.III) impiegava il motore Napier Lion V e l'impianto di raffreddamento modificato; ne furono realizzati 6 esemplari, ordinati dalla Royal Australian Air Force.
Nel 1928 un esemplare di Mk.II venne modificato nella coda, negli impennaggi e ricevette un particolare tipo di ipersostentatore (definito aletta Handley Page, Handley Page slot in inglese, dal nome dell'azienda che ne brevettò il disegno). Questo esemplare, che non ebbe alcun seguito costruttivo, venne considerato come la versione Mk.IV del Seagull anche se la casa costruttrice non lo definì ufficialmente in tal modo.
In seguito, nel corso del 1933, venne decisa la sperimentazione di un motore radiale (in questo caso il Bristol Jupiter) in configurazione spingente; la nuova versione (denominata inizialmente Seagull Mk.V) diede origine al successivo Supermarine Walrus.

## Tecnica
Il Seagull era un biplano con l'ala inferiore disposta sulla parte superiore della fusoliera; le ali erano ripiegabili per ridurre l'ingombro al momento dello stivaggio negli hangar delle navi (in particolare delle portaerei, sulle quali era previsto l'impiego). Si trattava di un velivolo a scafo centrale e galleggianti stabilizzatori all'estremità di ogni semiala con il carrello d'atterraggio retraibile al di sopra della linea di galleggiamento (in volo e durante le operazioni in acqua).
Il motore, il 12 cilindri a W Napier Lion (le cui versioni installate vennero costantemente aggiornate con lo sviluppo del velivolo), era posizionato centralmente al di sotto dell'ala superiore e l'elica era disposta in posizione traente.
L'equipaggio, composto da 3 membri, era alloggiato in postazioni scoperte.
Come armamento era installata una sola mitragliatrice Lewis da 0.303 in (7,7 mm).

## Impiego operativo
Il Seagull venne impiegato dalla Fleet Air Arm (che in quegli anni era parte integrante della Royal Air Force) venendo impiegato sia per la ricognizione che per l'osservazione.
Nel corso del 1924 due esemplari parteciparono alla King's Cup Race (dall'inglese, Gara della Coppa del Re), con risultati non particolarmente brillanti: uno dei velivoli fu costretto al ritiro mentre l'altro si piazzò al 6º posto (ultimo tra i velivoli giunti al traguardo).
Il 6 febbraio del 1926, con una fastosa cerimonia, ebbe luogo la consegna del primo esemplare di Seagull ordinato dalle autorità australiane; ne verranno consegnati complessivamente 6 esemplari di nuova costruzione ed altri tre precedentemente in forza alla Fleet Air Arm.
Non sono noti dettagli inerenti alla carriera operativa dell'esemplare ordinato dalla Marina imperiale giapponese.

## Utilizzatori

### Militari
Australia
- Royal Australian Air Force

 Giappone
- Dai-Nippon Teikoku Kaigun Kōkū Hombu

 Regno Unito
- Fleet Air Arm